# Xanthorhoe saturata
Xanthorhoe saturata är en fjärilsart som beskrevs av Antonius Johannes Theodorus Janse 1917. Xanthorhoe saturata ingår i släktet Xanthorhoe och familjen mätare. Inga underarter finns listade i Catalogue of Life.